# Szarvas János
Szarvas János (Békéscsaba, 1965. szeptember 12. –) a Békéscsabai Előre FC korábbi igen sikeres játékosa, majd az immáron Békéscsaba 1912 Előre SE néven átszerveződött csabai csapat edzője volt egy évig. A politikai életben is szerepet vállalt, szülővárosában a 2002-ben az önkormányzati választásokon a MIÉP színeiben, majd 2006-ban már a MIÉP – Jobbik a Harmadik Út jelöltjeként az országgyűlési választáson is elindult.

## Sportolói pályafutása

### Játékosként
A Békéscsabai Előrében kezdett el focizni, és ezzel a klubbal is érte el legnagyobb sikereit. Az 1993/94-es bajnoki szezonban az Előrével annak fennállása addigi legjobb, 3. helyezést érte el úgy, hogy a csapat végig versenyben volt a bajnoki címért, illetve Szarvas csak egy góllal maradt le a gólkirálysági címtől Illés Béla mögött. A lilákkal begyűjtött még ezen kívül két ötödik helyet is. Nagy közönség kedvenc volt szemfüles góljai, valamint technikai tudása miatt. Szinte állandóan kezdő volt, masszív, meghatározó tagja a csapatnak. Az Előrében 113 mérkőzésen játszott, ezzel az örökranglistán 2009-ben holtversenyben a 20. volt, míg ez idő alatt 41 gólt rúgott, ami a 3. helyre elég a ranglistán. Ezzel az eredményével a békéscsabai labdarúgás történetében az egyik legeredményesebb, 0,36-os meccsenkénti gólátlagával. A csabai évek után Győrbe igazolt, a Rába ETO-t erősítette. Profi karrierjét itt fejezte be, aztán hazaköltözött szülővárosába, ott nyitott egy éttermet. Ezután alacsonyabb osztályokban vezetett le, először a Kamutban játszott a 2000-es évek közepén, majd csabai edzői karrierje után 2009–2010-ben Medgyesegyházán játszott. A Békési FC hívására 2010 februárjában visszaigazolt a megyei első osztályú bajnokságba, egyúttal a pályaedzői feladatokat is ellátva Kiss János mellett.

### Edzőként
A 2000-es évek közepétől kezdett edzősködni, először Békésen vállalt munkát. Majd egykori anyaegyesülete hívta edzőnek 2007 nyarán, az akkor épp NB III-ban tanyázó csapathoz. Szarvas elfogadta a lehetőséget, és az addigi pályaedzővel, Kiss Jánossal együtt látott munkához. Az elvárás szerint a csapatnak azonnal vissza kell jutnia a második vonalba, ami az év végén teljesült is, az Előre felkerült az NB II-be. A klub vezetése meghosszabbította az edzőpáros szerződését úgy, hogy a szezon kezdetétől már Kiss János lett a csapat vezetőedzője, Szarvas pályaedző lett. Ez az állapot 2009 tavaszáig állott fent, amikor is a csapat rossz szereplése miatt a Kiss-Szarvas párost menesztették, helyükre Belvon Attila érkezett. Szancsó ezután egy rövid medgyesegyházi játékos kitérő után ismét Békésre érkezett, ahol játékos-pályaedzőként segíti Kiss János munkáját.

## A politikai életben
Saját elmondása alapján 2000-ben került közelebbi kapcsolatba a politikával, először még csak szimpatizált a MIÉP-pel. Később már egyre komolyabban foglalkoztatta a politizálás, így a 2002-es önkormányzati választásokon Békéscsaba 8. választókörzetében indult a MIÉP színeiben, ahol az 5. helyet szerezte meg 4,2%-kal. A 2006-os országgyűlési választásra az immáron szövetségbe tömörült MIÉP – Jobbik a Harmadik Út színeiben szállt ringbe Békés megye 1. választókörzetében, Békéscsabán. Itt szintén 5. helyezést ért el 2,20%-kal.